# متلازمة حصار الشريان المأبضي
متلازمة حصار الشريان المأبضي هي حالة مرضية غير شائعة تحصل عندما ينضغط الشريان المأبضي بواسطة البنى العضلية في الحفرة المأبضية، وينتج عن ذلك العرج ونقص تروية مزمن في الساق. تحدث هذه الحالة عند الرياضيين بشكل أساسي، وبشكل أشيع من حصولها عند كبار السن. ومن المرجح تشخيص أعراض من هذا النوع عند كبار السن على أنها مرض شرياني محيطي مع تصلب عصيدي. تتظاهر هذه المتلازمة من خلال آلام متقطعة في الساق والقدم تتحرض بالتمارين وتتحسن بالراحة. تُشخص متلازمة حصار الشريان المأبضي بالاعتماد على القصة السريرية والفحص البدني وطرق التصوير المتقدمة مثل تخطيط الصدى الدوبلري، التصوير المقطعي المحوسب وتصوير الأوعية بالرنين المغناطيسي. يتراوح تدبير الحالة من عدم التدخل إلى تحرير الحصار جراحيًا، والإنذار جيد جدًا بشكل عام. يمكن أن تشمل مضاعفات حصار الشريان المأبضي غير المعالج تنكس الشريان التضيقي، انسداد الشريان المأبضي بالكامل، الانصمام الخثاري الشرياني القاصي وحتى تشكل أم دم.

## الفيزيولوجيا المرضية والتصنيف
يمكن تصنيف متلازمة حصار الشريان المأبضي إلى خلقية ووظيفية. أظهر تحليل التطور الجنيني البشري أن الشريان المأبضي والرأس الإنسي لعضلة بطن الساق يتطوران في نفس الوقت تقريبًا. وبسبب ذلك، فإن التطور غير الطبيعي لموضع العضلات بالنسبة للأوعية القريبة يمكن أن يؤدي إلى انضغاط الأوعية الدموية. يمكن تصنيف الأنواع المختلفة من متلازمة حصار الشريان المأبضي بناءً على الهجرة الشاذة والمرفقات الناتجة للرأس الإنسي لعضلة بطن الساق. يصف النوع السادس للمتلازمة (متلازمة حصار الشريان المأبضي الوظيفية) نوعًا فرعيًا ناتجًا عن الرضوض المجهرية المتكررة التي تؤدي إلى تدمير الصفيحة المرنة الغائرة وتلف العضلات الملساء مما يؤدي إلى التليف وتشكيل الندبات.
| النمط الأول  | يدور الشريان المأبضي بشكل أنسي أكثر حول الرأس الأنسي لعضلة بطن الساق المتوضع بشكل طبيعي |
| النمط الثاني | يرتكز الرأس الإنسي لعضلة الساق بشكل وحشي على عظم الفخذ                                  |
| النمط الثالث | يحيط الوتر الشاذ الإضافي لعضلة بطن الساق بالشريان المأبضي المتوضع بشكل طبيعي.           |
| النمط الرابع | ينضغط الشريان المأبضي بواسطة العضلة المأبضية أو رباط الليفي                             |
| النمط الخامس | ينضغط الشريان والوريد المأبضي نتيجة أي من العوامل المذكورة أعلاه                        |
| النمط السادس | ينضغط الشريان المأبضي المتوضع بشكل طبيعي بواسطة عضلة بطن الساق المتضخمة                 |

بالإضافة إلى ذلك، قُدم نظام تصنيف أكثر عملية من قبل هايدلبيرغ وآخرون، يصنف هذا النظام متلازمة حصار الشريان المأبضي إلى ثلاثة أنواع رئيسية:
- النوع الأول: تكمن المشكلة في التوضع الشاذ للشريان المأبضي
- النوع الثاني: تكمن المشكلة في التمركز غير الطبيعي للرأس الإنسي لعضلة الساق.
- النوع الثالث عبارة عن ترافق النوعين الأول والثاني

## التشخيص

### التشخيص التفريقي
- متلازمة الحيز الجهدية المزمنة: ألم مزمن وتورم في العضلات المصابة ثانوي لزيادة الضغط ضمن العضلات أثناء التمرين.[7]
- شد عضلي بدون حل: إصابة أو تلف في العضلات أو الأوتار المتصلة بها.[8]
- متلازمة الإجهاد الظنبوبي الإنسي: يحدث الألم فوق عظم الساق (الظنبوب) عند الجري أو أي نشاط رياضي آخر.[9]
- كسر جهدي في الشظية أو الظنبوب: الكسر المجهري غير المنزاح في الشظية أو الظنبوب والذي يشيع عند الرياضيين وخاصة العدائين أو الرياضيين الذين يرفعون مستوى نشاطهم بشكل مفاجئ.[10]
- عيوب اللفافة: بروز العضلة عبر اللفافة المحيطة مؤديًا إلى ألم وتورم في المنطقة.[11]
- متلازمة حصار العصب الوركي: يصبح العصب الوركي محاصرًا بالعضلات أو الهياكل الأخرى.[12]
- العرج الوعائي (الثانوي لتصلب الشرايين): يؤدي انسداد تدفق الشرايين إلى نقص تروية العضلات ويسبب ألمًا في الأرداف والساق. أكثر شيوعًا عند كبار السن الذين لديهم عوامل الخطورة القلبية الوعائية.[13]
- الانزلاق الغضروفي: انفتاق أو انتفاخ القرص الغضروفي أسفل الظهر، مما يسبب ألمًا منتشرًا من الأرداف إلى الساق وأحيانًا إلى القدم.[14]

## التدبير
- المرضى غير العرضيين: عادةً ما تكون المعالجة توقعية، إذ يُعثر على الحصار عند التصوير بالصدفة ولكن يكون المريض غير عرضي وبالتالي لا حاجة للتداخل.
- المرضى العرضيين: تخفيف الضغط بالفتح الجراحي هو حجر الأساس للمعالجة، ويُجرى ذلك من خلال تقسيم الرأس الأنسي لعضلة بطن الساق أو الرباط العضلي الوتري، وعبر مدخل خلفي أو أنسي. تظهر الدراسات السابقة أن المدخل الإنسي أفضل بالنسبة لتدبير النوعين الأول والثاني بينما المدخل الخلفي أفضل في النوعين الثالث والرابع. بالإضافة إلى ذلك، يُستخدم حقن الذيفان الوشيقي أ في العلاج البديل غير الجراحي لمتلازمة حصار الشريان المأبضي الوظيفية. يوضع تشخيص متلازمة حصار الشريان المأبضي الوظيفية إذا تحسنت الأعراض بعد حقن الذيفان الوشيقي. ومع ذلك، وإذا استمرت الأعراض بعد الحقن، فيمكن اللجوء إلى حقن الذيفان الوشيقي مجددًا أو الفتح الجراحي. [15]

عادة ما تكون النتيجة بعد الجراحة مواتية، ويكون علاج متلازمة حصار الشريان المأبضي ناجحًا في 77 بالمئة من الحالات. تشمل المضاعفات الجراحية الانصمام الوريدي العميق، تشكل ورم دموي، عدوى الجرح أو التورم المصلي. تُراقب الحالة بعد الجراحة باستخدام تخطيط الصدى الدوبلري بعد شهر ثم ثلاثة أشهر ثم ستة أشهر ثم عام ومن بعدها سنويًا.

## مضاعفات حصار الشريان المأبضي غير المعالج
من شأن الكشف والتدبير المبكران لمتلازمة حصار الشريان المأبضي تحسين النتائج والإنذار. ومع ذلك، فإن الانضغاط المطول للشريان المأبضي يمكن أن يؤدي إلى تلف شديد في الشرايين وعرج دائم أو فقدان أحد الأطراف. قد تشمل مضاعفات حصار الشريان المأبضي:
- الانصمام الخثاري الشرياني القاصي
- خثار في الشريان المأبضي
- تضيق الشريان المأبضي
- فقدان أحد الأطراف

مع ذلك، فإن مسار متلازمة حصار الشريان المأبضي بطيء ويستغرق وقتًا، لذا نادرًا ما يصل إلى حد فقدان الأطراف.